# Iwano Hōmei
Iwano Hōmei (jap. 岩野 泡鳴; * 20. Januar 1873 in Awaji, Präfektur Hyōgo; † 9. Mai 1920) war ein japanischer Schriftsteller und Übersetzer. Iwano gilt als Vertreter des japanischen Naturalismus.
Iwano wollte in seiner Jugend christlicher Missionar werden, wandte sich dann aber der Literatur zu. Er veröffentlichte zunächst mehrere Gedichtbände und einige nicht sehr erfolgreiche Kabuki-Dramen und verfasste dann poetologische (Shintaishi no sahō, 1907; Shintaishi shi, 1907–08) und literaturwissenschaftliche Schriften (Shimpiteki hanjū shugi, 1906; Shin shizen shugi, 1908). Ab 1909 schrieb er mehrere autobiografisch gefärbte Romane, darunter Tandeki („Dekadenz“, 1909) und Hōmei gobusaku (泡鳴五部作, etwa: „Die fünf Leben des Iwano Hōmei“, 1911). Zudem trat er als Übersetzer von Werken Plutarchs hervor.

## Quelle
Louis Frédéric: Japan Encyclopedia. Harvard University Press, 2002, ISBN 0-674-00770-0, S. 409 (englisch, eingeschränkte Vorschau in der Google-Buchsuche – französisch: Japon, dictionnaire et civilisation. Übersetzt von Käthe Roth).
- S. Noma (Hrsg.): Iwano Hōmei. In: Japan. An Illustrated Encyclopedia. Kodansha, 1993. ISBN 4-06-205938-X, S. 642.